# Phare de Halfmoon Reef
Le phare de Halfmoon Reef (en anglais : Halfmoon Reef Light), était un phare de type Screw-pile lighthouse (phare à vis) situé sur la côte du Golfe  dans le comté de Calhoun au Texas.  Pour le distinguer du phare de Matagorda Island situé à proximité, on l'avait équipé d'une lanterne en verre rouge et utilisant une lampe à huile pour lui donner son faisceau rouge. Bien que construit à l'origine sur la baie, le phare actuel est à Port Lavaca, à côté de l'Interstate 35.

## Histoire

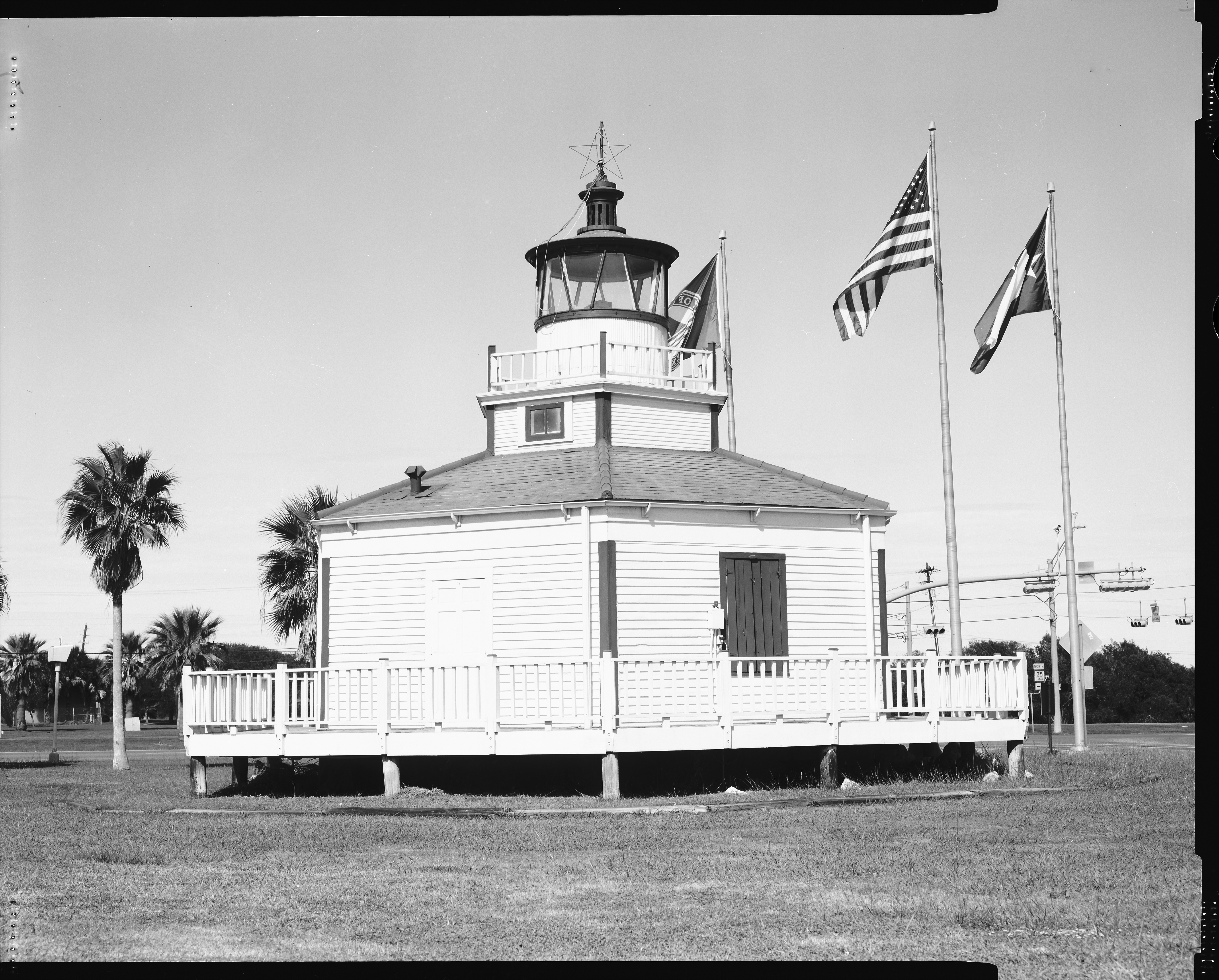
Le phare à port Lavaca

Une fois l'achèvement du phare de Matagorda, les habitants ont demandé à l'United States Lighthouse Board de marquer les récifs et les chenaux dans la baie. En réponse, le Bureau demanda au Congrès, en 1854, des fonds pour construire un phare à vis sans fin à l'extrémité sud du récif Halfmoon, du côté est de la baie de Matagorda. Après quatre ans, sept pieux en fer de 7,6 m sont transportés sur le récif par barge. Les pieux ont été expédiés de Baltimore à Galveston sur le même navire qui a livré les matériaux pour le phare de Point Bolivar et le phare de Matagorda Island. Le phare fut achevé le premier juillet et le même jour, la lentille de Fresnel de sixième ordre affichait une lumière blanche fixe. Cependant, les marins se sont plaints du fait que la lumière ressemblait trop à celle de Matagorda, et une cheminée en verre rouge a été placée au-dessus de la lanterne pour plus facilement l'identifier.
Pendant la guerre de Sécession, les États confédérés d'Amérique ont assombri leur lumière pour aider les évadés du blocus sud à s'échapper. Bien que la guerre se termina en 1865, la lumière ne fut rallumée que le 20 février 1868.
Le 17 septembre 1875, un important ouragan a frappé la région, détruisant deux autres phares à vis dans la région et dévastant Indianola. Étrangement, le phare de Halfmoon Reef a subi très peu de dégâts. En 1886, un autre ouragan a endommagé le phare, mais pas beaucoup plus que le précédent ouragan. À ce stade, la Commission des phares a décidé de désactiver le phare plutôt que de le réparer, car la circulation dans la baie de Matagorda avait commencé à diminuer. Au lieu de démolir complètement la lumière, l'objectif a été retiré mais a laissé la lumière sur le récif comme marque de jour pour les marins restants.
À l’arrivée du vingtième siècle, la circulation autour de Port Lavaca augmente et, en 1902, une lanterne à lentille de Fresnel rouge de quatrième ordre est fournie au phare. En 1911, des réparations ont été effectuées pour rehausser et renforcer le toit. En 1935, le poste de gardien adjoint a été supprimé et une lanterne à huit jours d'autonomie a été installée, permettant ainsi au gardien de vivre à terre. Au cours des années suivantes, le phare affronta des tempêtes plus violentes. Cependant, en 1942, un ouragan important a détruit la passerelle et affaibli les pieux. L'United States Coast Guard, devenu propriétaire du phare, a décidé de le vendre au lieu de le réparer. Bill Bauer et Henry Smith ont finalement acheté le phare et prévoyaient de l’utiliser comme siège pour leurs activités de dragage à Point Comfort.
Le phare a été placé sur une péniche par une grue et transporté jusqu'à Point Comfort. En 1978, Bauer cède le phare à la Calhoun County Historic Commission et le transporte à son emplacement actuel à Port Lavaca. L'année suivante, le phare a été réparé en tant que projet communautaire de l'Eagle Scout. En 1985, le phare a été révélé comme un marqueur historique du Texas.

## Description
Le phare  est une maison hexagonale en bois blanc, surmontée d'une lanterne rouge de 6 m de haut. 
Identifiant : ARLHS : USA-363 .

### Lien connexe
- Liste des phares du Texas